# Catherine Denguiadé
Catherine Denguiadé (Fort Archambault, 7 agosto 1949) è una donna centrafricana che, dopo aver sposato Jean-Bedel Bokassa, acquisì prima il rango di première dame, poi di imperatrice consorte dal 1976 al 1979.

## Biografia
Di padre centrafricano, facente parte di un'agiata famiglia, e di madre ciadiana, compì gli studi primari nella capitale N'Djamena. I buoni risultati scolastici le valsero una borsa di studio che utilizzò per proseguire la sua istruzione secondaria a Bangui nel rinomato liceo Pio XII. Era la terza di quindici figli.
Nel 1963, alla giovane età di quattordici anni, nell'ambito nelle manifestazioni culturali del collegio, conobbe casualmente il quarantaduenne colonnello Jean-Bedel Bokassa, capo di stato maggiore delle forze armate, che rimase attratto dal suo gradevole aspetto. L'incontro fu determinante per Catherine dato che l'ambizioso militare diventerà a breve il secondo presidente a vita del Centrafrica e in seguito imperatore.
Il matrimonio fu celebrato il 20 giugno 1964 dopo che la sposa si convertì al cattolicesimo. Bokassa la preferì alle sue molte mogli e scelse come erede un figlio avuto da lei (ne nacquero altri sei), Jean-Bedel jr o II venuto alla luce nel 1973. Dopo la spregiudicata esautorazione di David Dacko, nel 1966 Jean-Bedel assunse la carica di presidente. Catherine partecipava attivamente alla vita pubblica del Paese e la coppia iniziò un criticato rapporto di amicizia-protezione con il capo di Stato francese Valéry Giscard d'Estaing.
Il 4 dicembre 1976 Bokassa si autoproclamò imperatore per aumentare, secondo lui, il prestigio nel mondo del Centrafrica con l'istituzione della monarchia. Catherine ottenne il rango di imperatrice consorte: soltanto Farah dell'Iran e Nagako del Giappone si fregiavano di tale titolo. Si trasferì nel palazzo di Berengo, presso Bangui, dove diede vita a una sfarzosa corte.
Il 4 dicembre 1977 si tenne l’incoronazione della coppia imperiale. Il corteo imperiale si mosse dal palazzo del Rinascimento verso la cattedrale di Notre-Dame, nel cui sagrato era stato allestito un grande padiglione. Qui Bokassa I indossò da solo la ricchissima corona con 5000 diamanti (di cui il Centrafrica era ricco, unitamente all'uranio) e pose sul capo di Catherine, con un abito ricamato d'oro e il manto rosso con i bordi di ermellino, il diadema a ghirlanda, anch'esso realizzato in Francia e simile a quello di Giuseppina Beauharnais. L'imperatore sedeva su un enorme trono dorato a forma d'aquila (simbolo della dinastia), l'imperatrice su un tronetto alla sua destra, il principe ereditario di quattro anni a sinistra.
L'incoronazione fu disapprovata all'estero e gli altri sovrani declinarono l'invito a parteciparvi. Il papa Paolo VI rifiutò la sua presenza, ma recentemente la Città del Vaticano ha ricordato l'evento con l'emissione di un francobollo. L'imperatrice accompagnò il marito in tutte le visite di Stato. Mentre Bokassa era in Libia, l'ex presidente Dacko, con l'aiuto della Francia, mise in atto un colpo di Stato che provocò la caduta del regime imperiale. Jean-Bedel e la famiglia si trasferirono in Costa d'Avorio fino al 1985, poi nel castello francese di Hardricourt, presso Meulan. Deteriorati i rapporti coniugali, Catherine visse negli anni seguenti a Losanna, mentre nel 1986 Bokassa ritornò in patria ma fu incarcerato, indi liberato per amnistia. Il 3 novembre 1996 morì a causa di una crisi cardiaca, l'ex imperatrice partecipò al funerale e alla tumulazione vicino al palazzo di Berengo, ormai in degrado.
Rientrata in Centrafrica, Catherine — principessa, ma sempre imperatrice nelle relazioni private — si dedica oggi alla coltura dei fiori e all'azienda agricola con una piantagione di manioca. Sostenuta dal presidente del Gabon Ali Bongo Ondimba, ha costituito la "Fondazione Catherine Bokassa" e nel dicembre 2010 le è stata conferita la medaglia d'onore di Stato da parte del presidente François Bozizé.

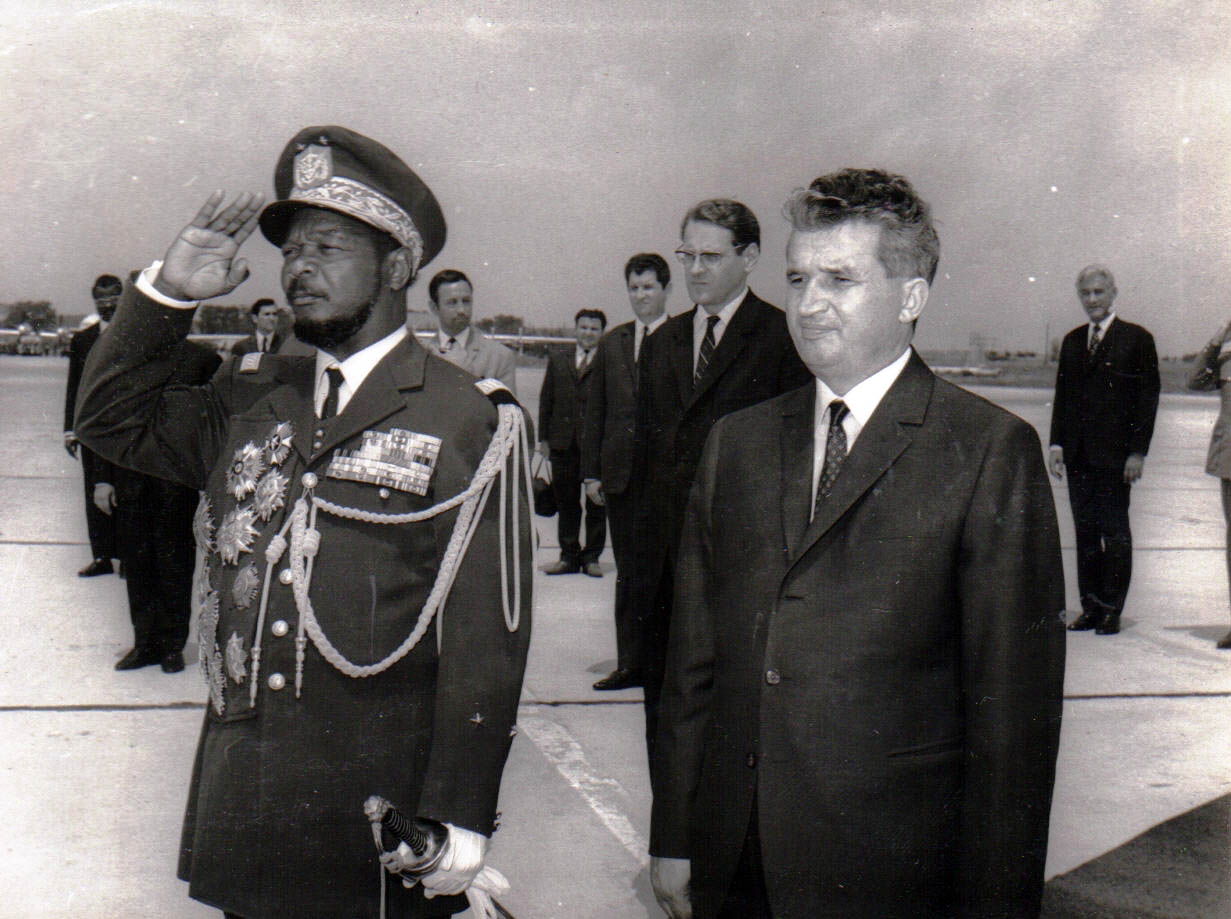
Bokassa con Nicolae Ceaușescu
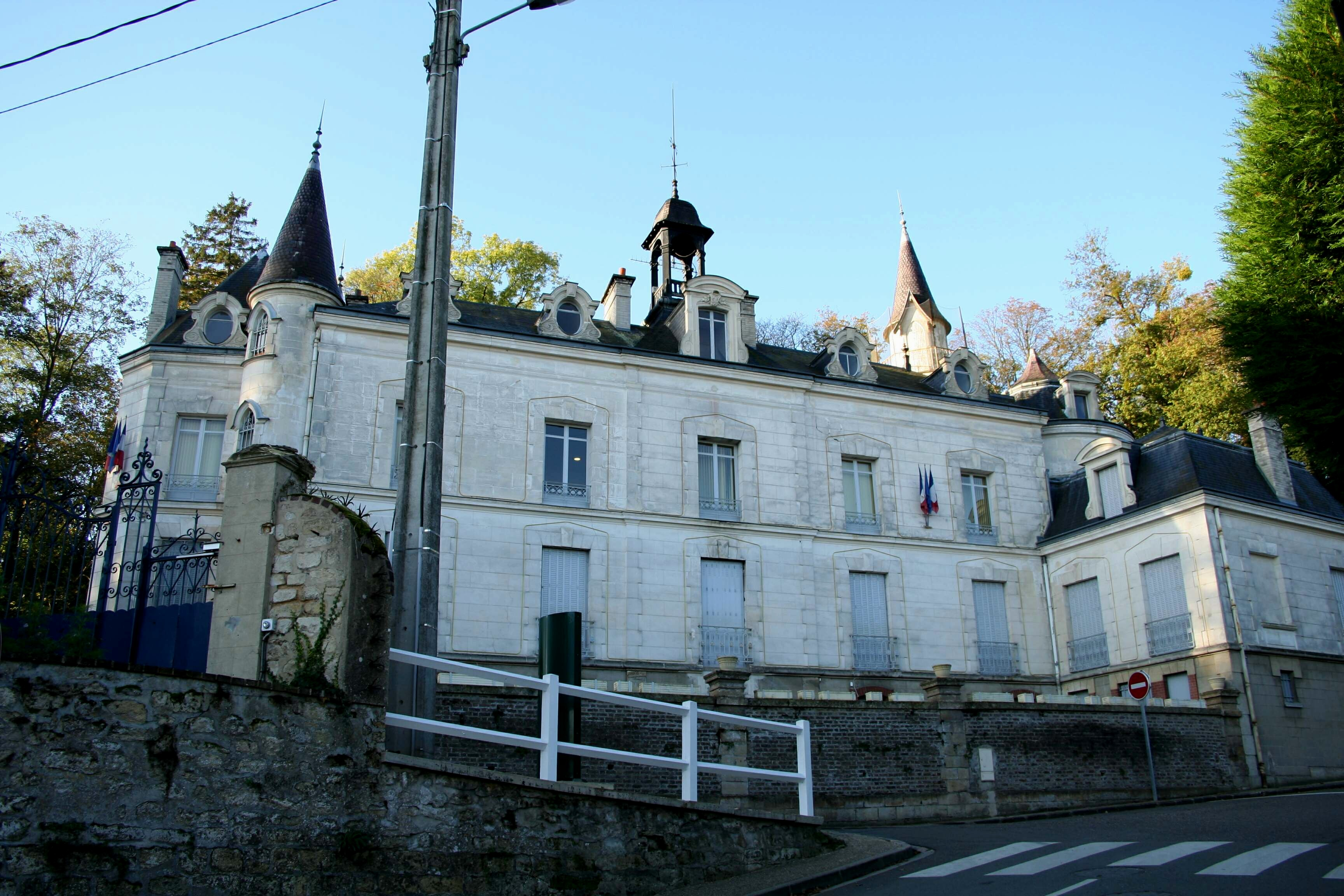
Il castello di Hardricourt
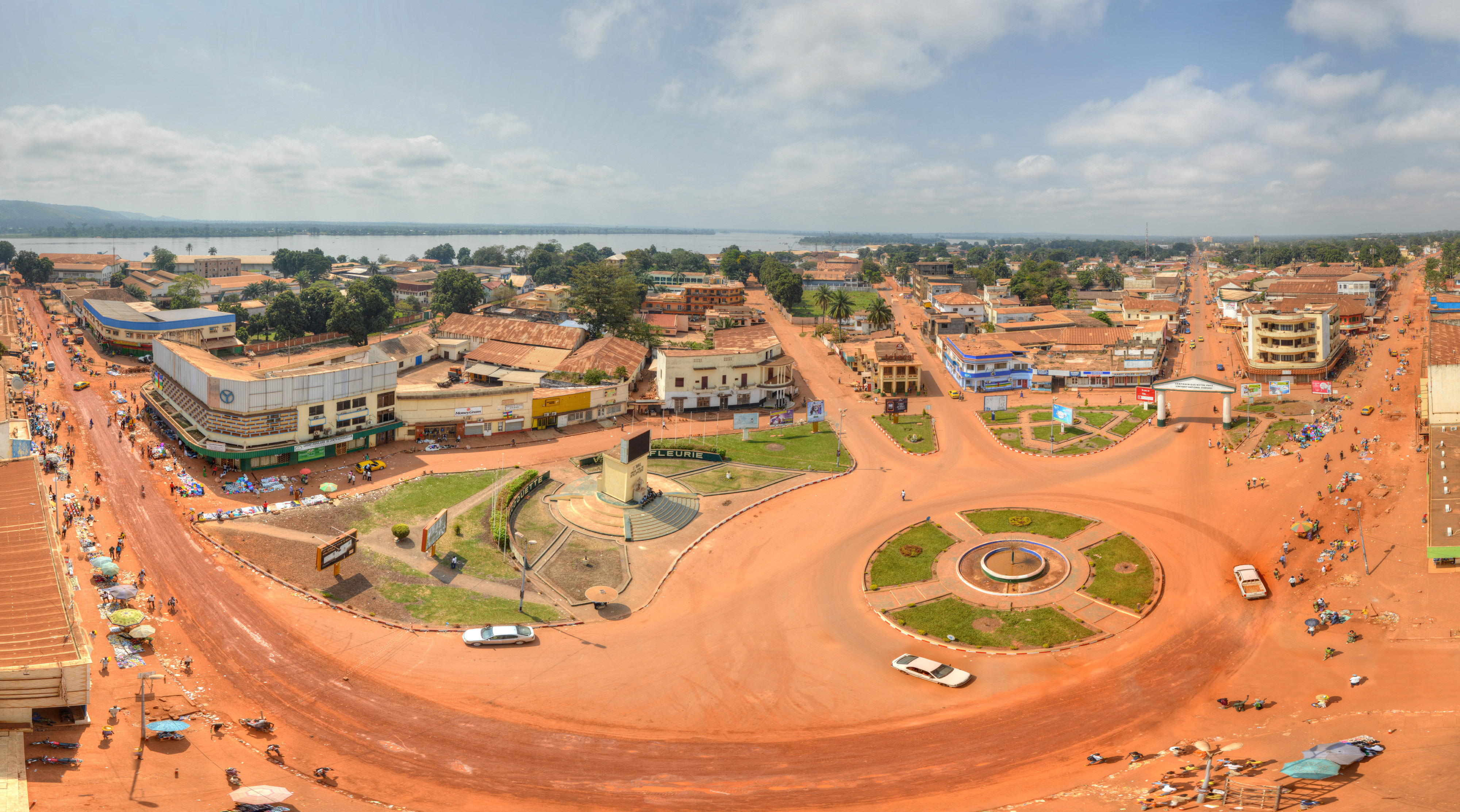
Bangui